# Jeux d'Asie du Sud-Est de 1979
Navigation
Édition précédente Édition suivante
La dixième édition des Jeux d'Asie du Sud-Est s'est tenue du 21 au 30 septembre 1979 à Jakarta. C'est la première fois que la capitale indonésienne accueille cet événement.

## Pays participants
La compétition a réuni des athlètes provenant de sept nations. Brunei, alors sous protectorat britannique, l'Indonésie et les Philippines participent pour la deuxième fois. La Birmanie, la Malaisie, Singapour et la Thaïlande sont également représentés, comme à chaque édition des Jeux d'Asie du Sud-Est depuis leur création en 1959. Trois pays fondateurs de la Fédération des Jeux de l'Asie du Sud-Est péninsulaire sont absents en raison de problèmes politiques : le Cambodge, le Laos et le Viêt Nam.
Tous les pays participants ont obtenu au moins une médaille. Pour sa deuxième participation, l'Indonésie, pays hôte, termine une nouvelle fois en tête du tableau des médailles.
| Rang | Nation      | Or | Argent | Bronze | Total |
| ---- | ----------- | -- | ------ | ------ | ----- |
| 1.   | Indonésie   | 92 | 78     | 52     | 222   |
| 2.   | Thaïlande   | 50 | 46     | 29     | 125   |
| 3.   | Birmanie    | 26 | 26     | 24     | 76    |
| 4.   | Philippines | 24 | 31     | 38     | 93    |
| 5.   | Malaisie    | 19 | 23     | 39     | 81    |
| 6.   | Singapour   | 16 | 20     | 36     | 72    |
| 7.   | Brunei      | 0  | 1      | 0      | 1     |

## Sports représentés
18 sports sont représentés. Le bowling et le rugby à XV, présents à l'édition précédente sont absents. La gymnastique fait son retour tandis que le softball est présent pour la première fois.
- Athlétisme
- Badminton
- Basket-ball
- Boxe
- Cyclisme
- Football
- Gymnastique
- Haltérophilie
- Hockey sur gazon
- Judo
- Natation
- Sepak Takraw
- Softball
- Tennis
- Tennis de table
- Tir
- Tir à l'arc
- Volley-ball